# Метта

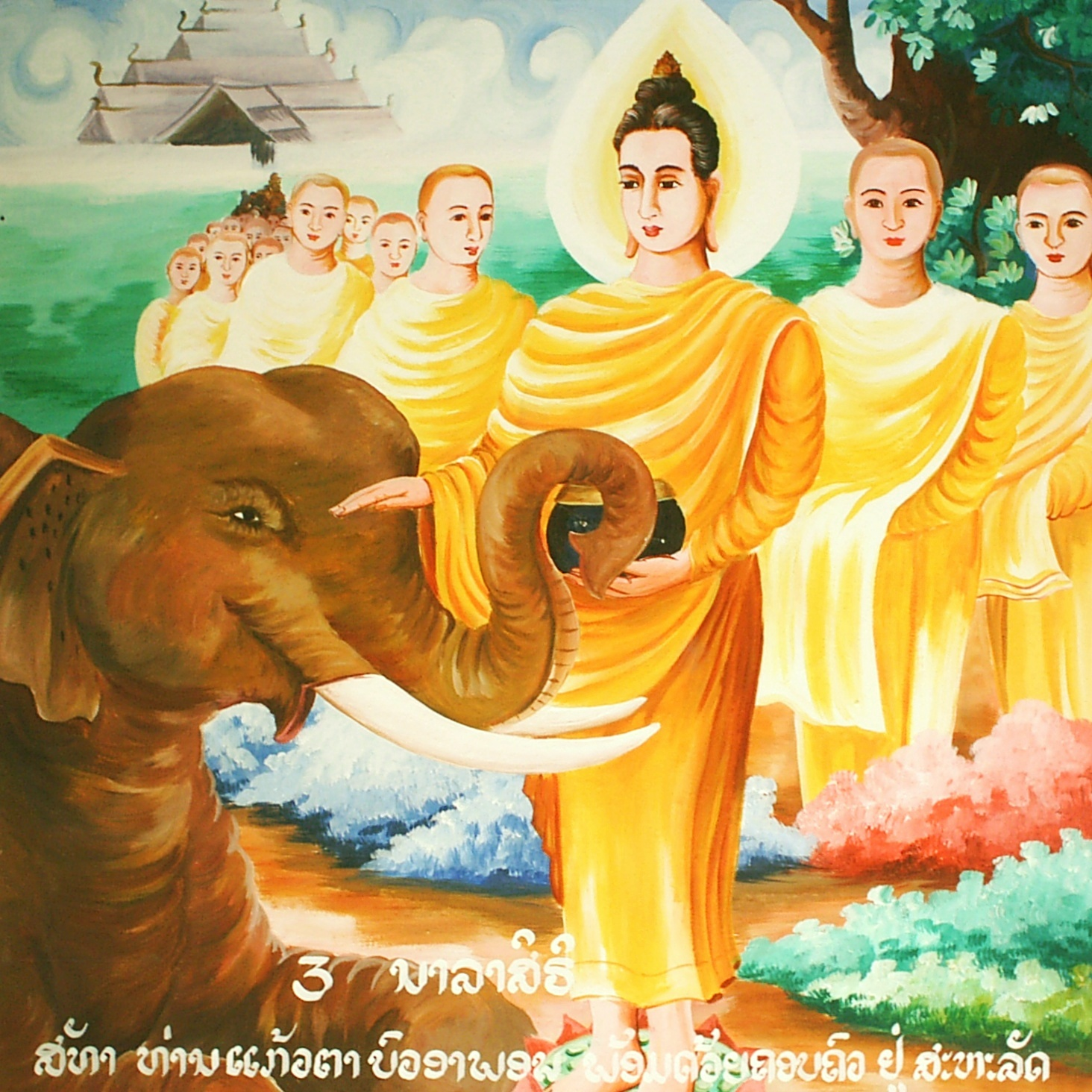
Доброта Будды (метта) успокаивает злого слона

Метта (пали मेत्ता mettā) или майтри (санскр. मैत्री maitrī — дословно — «дружественность») — любящая доброта, дружелюбие, благожелательность, согласие, дружба, добрая воля, доброта, любовь, симпатия, пребывание «на одной волне», добросердечность, сорадование и активный интерес к другим. Это одна из десяти парамит буддизма тхеравады, и первое из четырёх возвышенных состояний брахма-вихар, средство достижения высших состояний в буддизме тхеравады (также и в других формах раннего буддизма) и в буддизме махаяны.
Метта ценится во всех трёх главных религиях Индии.
Взращивание метты — популярная форма медитации в буддизме.
В тибетской буддийской традиции с меттой связана техника тонглен, при которой «выдыхается», «посылается» счастье и «вдыхается», «принимается» страдание. Кроме того, тибетские буддисты могут созерцать парамиты в ходе медитации. Существует практика достижения метты под названием «метта бхавана».
Метта упоминается как ценность в Дхармашастрах («Наставления в Дхарме», древнеиндийский текст религиозного и юридического характера) и в тексте древнеиндийской религиозно-философской поэмы «Махабхараты», входит в список основных добродетелей в «Законах Ману» (упоминается как третья после изучения Веды и скромности добродетель, поставлена перед вниманием), метта названа первым из средств очищения сердца в Йога-сутрах, первое в списке Таттвартхадхигама-сутры Умасвати упражнений, полезных для души, средство очищения сердца из палийских канонических текстов поучений Сиддхартхи Гаутамы Шакьямуни Будды, приносящий пунью (санскр. дословно — «заслугу» религиозно-нравственного характера) добродетельный акт, согласно текстам буддийского палийского канона метта является и одним из важных факторов, ведущих к Пробуждению.
В буддийском руководстве по медитации и добродетельной жизни «Висуддхимагге» (пали: «Путь очищения»), написанной великим буддийским учителем Буддхагхошей в V в. н. э., метта определяется следующим образом:
«Подобно тому как я желаю себе благополучия и люблю себя, так же обстоит дело и с другими, потому пусть и они будут счастливы».
Медитация на этом качестве в буддизме в отличие от других объектов медитации не имеет противопоказаний и рекомендуется всем буддистам, как монахам, так и мирянам в любое время дня и ночи. Будда рекомендовал эту медитацию на дружественности ко всем живым существам как постоянную практику.